# Cangrenă
Cangrena, denumită și gangrenă, este un tip de necroză cauzată de circulația insuficientă a sângelui. Această situație ce pune în pericol viața poate apărea după un traumatism sau o infecție sau la persoanele care suferă de o problemă cronică de sănătate care afectează circulația sângelui. Cauza principală a cangrenei este reducerea alimentării cu sânge a țesuturilor afectate, ceea ce duce la moartea celulelor. Diabetul zaharat și fumatul pe termen lung crește riscul de cangrenă.
Cangrena nu este o boală transmisibilă; ea nu se transmite de la persoană la persoană, deși infecția asociată cu unele forme se poate transmite. Tipurile de cangrenă diferă după simptome: cangrenă uscată, cangrenă umedă, cangrenă gazoasă, cangrenă internă și fasciită necrozantă. Îndepărtarea chirurgicală a țesutului cangrenat și antibioticele sunt principalele metode de tratament ale cangrenei. După ce cangrena este tratată, cauza principala este înlăturată. Aceasta include modificarea stilului de viață, cum ar fi renunțarea la fumat, un control mai bun al diabetului zaharat, revascularizarea sau, mai rar, tratamentul medical pentru a opri spasmul vascular sau producția de obstrucții vasculare de către crioglobuline.

## Cauze
Cangrena este cauzată de întreruperea circulației sangvine (în urma unei boli vasculare periferice) sau de o infecție. Ea este asociată cu diabetul zaharat și cu fumatul pe termen lung. Această situație apare cel mai frecvent la membrele inferioare (picioare).

## Istoric

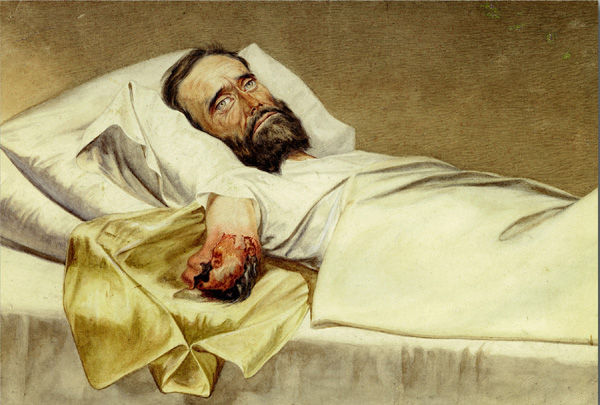
Soldatul din Armata Confederată Milton E. Wallen zace în pat cu un braț cangrenat amputat

În jurul anului 1028, viermii dipterelor au fost frecvent utilizați pentru a trata rănile cronice sau ulcerele în scopul de a preveni sau opri răspândirea necrozei, deoarece unele specii de viermi consumă doar carne moartă, lăsând țesutul viu din apropiere neafectat. Această practică a încetat, în mare măsură, după introducerea antibioticelor, acetonitrilului și enzimei în gama de tratamente pentru răni. În timpurile recente, cu toate acestea, terapia cu viermi și-a recăpătat credibilitatea și, uneori, este folosită cu mare eficacitate în cazuri de necroză cronică a țesuturilor.
Compozitorul francez de muzică barocă Jean-Baptiste Lully a făcut cangrenă în ianuarie 1687, când, în timp ce dirija o reprezentație muzicală a imnului Te Deum, a înjunghiat propriul său deget de la picior cu un baston ascuțit (pe care îl folosea pe post de baghetă). Boala s-a răspândit la picior, dar compozitorul a refuzat amputarea piciorului, ceea ce a dus în cele din urmă la moartea sa în luna martie a acelui an.
Fostul rege al Franței Ludovic al XIV-lea a murit de cangrenă la picior pe 1 septembrie 1715, chiar înainte de cea de-a 77-a aniversare a sa, după o domnie de 72 de ani.
John M. Trombold a scris: „Middleton Goldsmith, un chirurg din Armata Uniunii în timpul Războiului Civil American, a studiat cu meticulozitate cangrena în spital și a dezvoltat un regim de tratament revoluționar. Mortalitatea de cangrenă în spital în timpul Războiului Civil era de 45 la sută. Metoda lui Goldsmith, pe care a aplicat-o în peste 330 de cazuri, au dus la o mortalitate sub 3 la sută.” Goldsmith a pledat pentru utilizarea debridării și a injectat soluții pe bază de bromură în rănile infectate pentru a reduce incidența și virulența „miasmei ucigătoare”. Copii ale cărții sale au fost trimise chirurgilor din Armata Uniunii pentru a încuraja utilizarea metodelor lui.

## Etimologie
Etimologia cangrenei derivă din cuvântul latin gangraena și din cuvântul grecesc gangraina (γάγγραινα), care înseamnă „putrefacția țesuturilor”.